# Ectropis zotica
Ectropis zotica là một loài bướm đêm trong họ Geometridae.